# Provincias de Italia

Provincias de Italia.

En Italia, la provincia es una división administrativa de nivel intermedio entre el municipio (comune) y la región. Actualmente hay 110 provincias en Italia.
Una provincia está compuesta por varios municipios (comuni), y normalmente varias provincias forman una región (a excepción de la región del Valle de Aosta, que no tiene ninguna). Por ejemplo, Módena y Maranello son dos municipios de la provincia de Módena; y la provincia de Reggio Emilia y la de Módena son 2 provincias de la región de Emilia-Romaña.

## Evolución institucional
En 2004, había 103 provincias en Italia. En el 2001 se instituyeron cuatro nuevas provincias en Cerdeña (Olbia-Tempio, Ogliastra, Medio Campidano y Carbonia-Iglesias) y fueron adoptadas en el 2005; en el 2004 se instituyeron otras tres nuevas provincias (Monza y Brianza en Lombardía, Fermo en las Marcas y Barletta-Andria-Trani en Apulia), que fueron adoptadas en el 2009. Eso dio lugar a un total de 110 provincias.
En 2015, las provincias de las principales ciudades italianas (Roma, Milán, Nápoles, Turín, Bari, Florencia, Bolonia, Génova, Venecia y Regio de Calabria) fueron suprimidas dando lugar a diez ciudades metropolitanas.
En agosto del mismo año, la Región siciliana suprimió sus nueve Provincias constituyendo seis Liberi consorzi comunali (Libres consorcios municipales) y las tres Ciudades metropolitanas de Palermo, Catania y Mesina.
En 2016, se suprimieron las provincias sardas de Olbia-Tempio, Ogliastra, Carbonia-Iglesias y Medio Campidano y se constituyeron las Provincias de Sácer, Nuoro, Oristán, Cerdeña del Sur y la Ciudad metropolitana de Cagliari (en lugar de la homónima provincia suprimida).

## Competencias

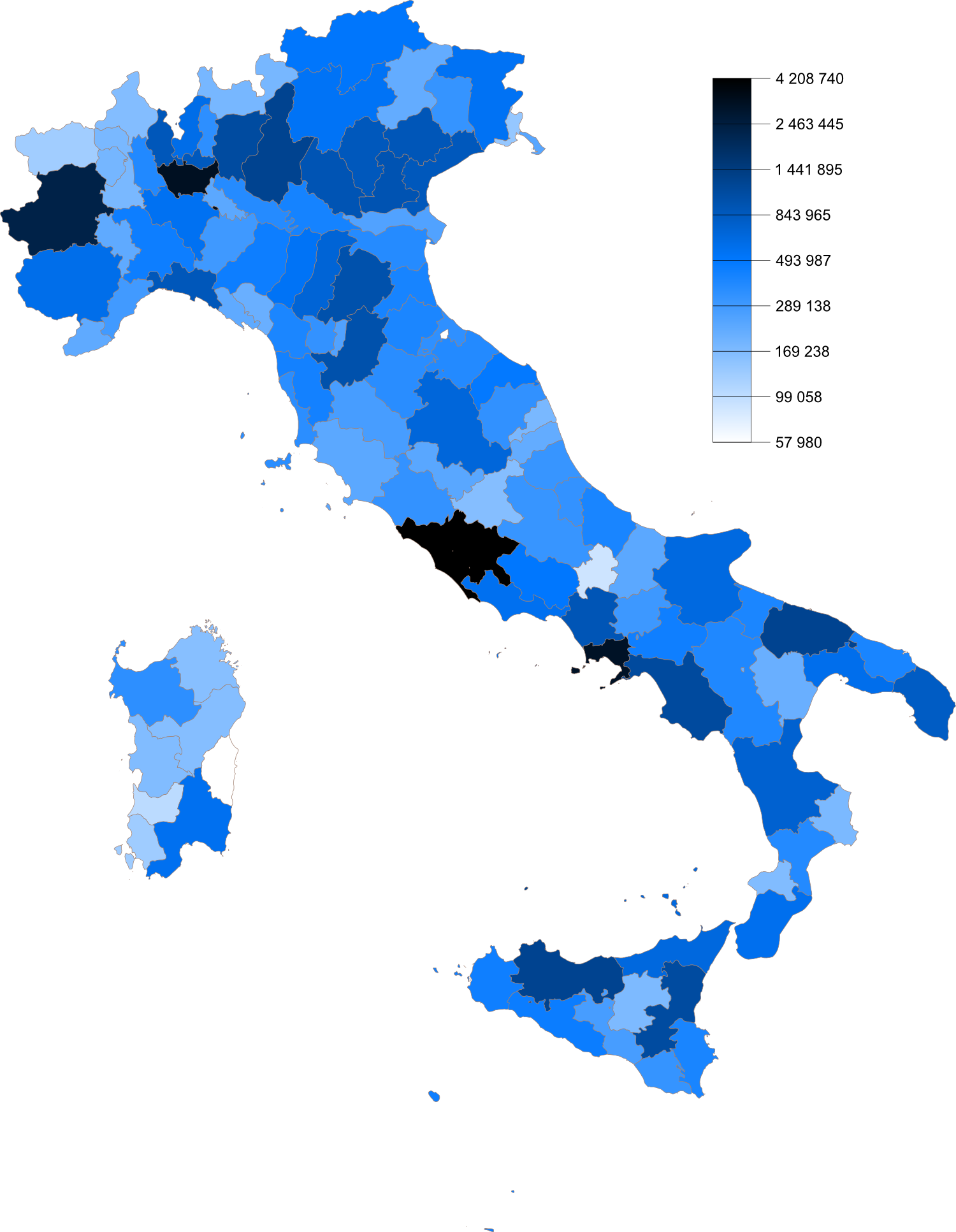
Población en las provincias en diciembre de 2012.

Con base en el artículo 19 del Decreto Legislativo del 18 de agosto de 2000, n. 297 (TUEL), pertenecen a la provincia las funciones administrativas que cubren grandes zonas de la misma o toda ella en las siguientes áreas:
1. La conservación del suelo, la protección y mejora del medio ambiente y la gestión en casos de desastre.
2. Protección y mejora de los recursos hídricos y energéticos.
3. Promoción del patrimonio cultural.
4. Tráfico y transporte.
5. Protección de la flora y fauna en parques y reservas naturales.
6. La caza y la pesca en las aguas continentales.
7. Organización de la gestión de los residuos a nivel provincial, el rumbo, la disciplina y el control de las aguas residuales y de las emisiones atmosféricas así como la contaminación acústica.
8. Servicios de salud, la salud pública y prevención, atribuidas por la legislación nacional y regional.
9. Tareas relacionadas con la educación secundaria y la formación artística y profesional, incluyendo edificios escolares, atribuidas por la legislación nacional y regional.
10. Recopilación de datos y el procesamiento, la asistencia técnica y administrativa a las autoridades locales.

Además, las provincias tienen un importante papel en las tareas de promoción y coordinación de actividades y la realización de obras de interés provincial en el sector manufacturero, el comercio y el turismo, y en el social, cultural y deportivo.
En el artículo 20 de la ley del 18 de agosto de 2000, n. 267, la provincia es también la encargada, de acuerdo con las normas dictadas a nivel regional de la ordenación y planificación territorial, esto es: usos del suelo y zonificación, ubicación de grandes infraestructuras y carreteras principales, los objetivos y los métodos de intervención para el almacenamiento de agua, gestión hidrológica e hidrológica-forestal (en tanto que implica afecciones ambientales). Es por ello, la provincia la encargada de determinar la compatibilidad de los instrumentos de ordenación territorial elaborados por los municipios.
El Decretos Leggilativo n. 112/1998 dio a las provincias más competencias procedentes de las regiones y del Estado, de conformidad al principio de subsidiariedad, siendo las más importantes las relativas a:
1. Protección civil (ejecución de los planes regionales, la preparación de los planes de distrito).
2. Escuelas y educación (creación y cierre de escuelas, organización de la red de escuelas, edificios escolares).
3. Ahorro y eficiencia energética.
4. Transporte.
5. Autoescuelas (licencias, supervisión, consorcios, pruebas de aptitud para profesores).
6. Inspección técnica de vehículos y reparación de vehículos de motor.
7. Concesión de licencias de transporte automotor y álbumes provinciales de transportistas por carretera.
8. Industria.
9. Trabajo y oficinas de empleo.

Igualmente casi todas las provincias italianas disponen de su propio cuerpo de Policía Provincial (it. Polizia provinciale), con competencias en administración, justicia, medio ambiente, construcción, caza y pesca, tráfico, protección civil, etc.; aparte de otras funciones que puedan ser establecidas por las directrices operativas de la seguridad pública provincial.

## Organización
Cada provincia tiene un consejo provincial (consiglio provinciale) compuesto de consejeros provinciales (consiglieri provinciali). Los consejeros provinciales son elegidos por los habitantes de la provincia.
Cada provincia es dirigida por un presidente (presidente). El presidente de la provincia preside el consejo provincial y coordina los servicios administrativos de la provincia. Es elegido por los habitantes de la provincia para un mandato de 5 años.

## Listado de provincias por región
La lista siguiente resalta en negrita la provincia cuya capital administrativa es también la capital administrativa de su región.
El código para las provincias italianas es ISO 3166-2:IT.
| Región               | Provincias            | Mapa                                 |
| -------------------- | --------------------- | ------------------------------------ |
| Abruzos              | Chieti                | Provincias de Abruzzo.               |
| Abruzos              | L'Aquila              | Provincias de Abruzzo.               |
| Abruzos              | Pescara               | Provincias de Abruzzo.               |
| Abruzos              | Teramo                | Provincias de Abruzzo.               |
| Apulia               | Bari*                 | Provincias de Apulia.                |
| Apulia               | Barletta-Andria-Trani | Provincias de Apulia.                |
| Apulia               | Brindisi              | Provincias de Apulia.                |
| Apulia               | Foggia                | Provincias de Apulia.                |
| Apulia               | Lecce                 | Provincias de Apulia.                |
| Apulia               | Tarento               | Provincias de Apulia.                |
| Basilicata           | Matera                | Provincias de Basilicata.            |
| Basilicata           | Potenza               | Provincias de Basilicata.            |
| Calabria             | Catanzaro             | Provincias de Calabria.              |
| Calabria             | Cosenza               | Provincias de Calabria.              |
| Calabria             | Crotona               | Provincias de Calabria.              |
| Calabria             | Regio de Calabria*    | Provincias de Calabria.              |
| Calabria             | Vibo Valentia         | Provincias de Calabria.              |
| Campania             | Avellino              | Provincias de Campania.              |
| Campania             | Benevento             | Provincias de Campania.              |
| Campania             | Caserta               | Provincias de Campania.              |
| Campania             | Nápoles*              | Provincias de Campania.              |
| Campania             | Salerno               | Provincias de Campania.              |
| Cerdeña              | Cagliari*             | Provincias de Cerdeña.               |
| Cerdeña              | Cerdeña del Sur       | Provincias de Cerdeña.               |
| Cerdeña              | Nuoro                 | Provincias de Cerdeña.               |
| Cerdeña              | Oristán               | Provincias de Cerdeña.               |
| Cerdeña              | Sácer                 | Provincias de Cerdeña.               |
| Emilia-Romaña        | Bolonia*              | Provincias de la Emilia-Romaña.      |
| Emilia-Romaña        | Ferrara               | Provincias de la Emilia-Romaña.      |
| Emilia-Romaña        | Forlì-Cesena          | Provincias de la Emilia-Romaña.      |
| Emilia-Romaña        | Módena                | Provincias de la Emilia-Romaña.      |
| Emilia-Romaña        | Parma                 | Provincias de la Emilia-Romaña.      |
| Emilia-Romaña        | Plasencia             | Provincias de la Emilia-Romaña.      |
| Emilia-Romaña        | Rávena                | Provincias de la Emilia-Romaña.      |
| Emilia-Romaña        | Reggio Emilia         | Provincias de la Emilia-Romaña.      |
| Emilia-Romaña        | Rímini                | Provincias de la Emilia-Romaña.      |
| Friul-Venecia Julia  | Gorizia               | Provincias del Friul-Venecia Julia.  |
| Friul-Venecia Julia  | Pordenone             | Provincias del Friul-Venecia Julia.  |
| Friul-Venecia Julia  | Trieste               | Provincias del Friul-Venecia Julia.  |
| Friul-Venecia Julia  | Udine                 | Provincias del Friul-Venecia Julia.  |
| Lacio                | Frosinone             | Provincias del Lacio.                |
| Lacio                | Latina                | Provincias del Lacio.                |
| Lacio                | Rieti                 | Provincias del Lacio.                |
| Lacio                | Roma*                 | Provincias del Lacio.                |
| Lacio                | Viterbo               | Provincias del Lacio.                |
| Liguria              | Génova*               | Provincias de Liguria.               |
| Liguria              | Imperia               | Provincias de Liguria.               |
| Liguria              | La Spezia             | Provincias de Liguria.               |
| Liguria              | Savona                | Provincias de Liguria.               |
| Lombardía            | Bérgamo               | Provincias de Lombardía.             |
| Lombardía            | Brescia               | Provincias de Lombardía.             |
| Lombardía            | Como                  | Provincias de Lombardía.             |
| Lombardía            | Cremona               | Provincias de Lombardía.             |
| Lombardía            | Lecco                 | Provincias de Lombardía.             |
| Lombardía            | Lodi                  | Provincias de Lombardía.             |
| Lombardía            | Mantua                | Provincias de Lombardía.             |
| Lombardía            | Milán*                | Provincias de Lombardía.             |
| Lombardía            | Monza y Brianza       | Provincias de Lombardía.             |
| Lombardía            | Pavía                 | Provincias de Lombardía.             |
| Lombardía            | Sondrio               | Provincias de Lombardía.             |
| Lombardía            | Varese                | Provincias de Lombardía.             |
| Marcas               | Ancona                | Provincias de Las Marcas.            |
| Marcas               | Ascoli Piceno         | Provincias de Las Marcas.            |
| Marcas               | Fermo                 | Provincias de Las Marcas.            |
| Marcas               | Macerata              | Provincias de Las Marcas.            |
| Marcas               | Pesaro y Urbino       | Provincias de Las Marcas.            |
| Molise               | Campobasso            | Provincias de Molise.                |
| Molise               | Isernia               | Provincias de Molise.                |
| Piamonte             | Alessandria           | Provincias del Piamonte.             |
| Piamonte             | Asti                  | Provincias del Piamonte.             |
| Piamonte             | Biella                | Provincias del Piamonte.             |
| Piamonte             | Cuneo                 | Provincias del Piamonte.             |
| Piamonte             | Novara                | Provincias del Piamonte.             |
| Piamonte             | Turín*                | Provincias del Piamonte.             |
| Piamonte             | Verbano-Cusio-Ossola  | Provincias del Piamonte.             |
| Piamonte             | Vercelli              | Provincias del Piamonte.             |
| Sicilia              | Agrigento**           | Provincias de Sicilia.               |
| Sicilia              | Caltanissetta**       | Provincias de Sicilia.               |
| Sicilia              | Catania*              | Provincias de Sicilia.               |
| Sicilia              | Enna**                | Provincias de Sicilia.               |
| Sicilia              | Mesina*               | Provincias de Sicilia.               |
| Sicilia              | Palermo*              | Provincias de Sicilia.               |
| Sicilia              | Ragusa**              | Provincias de Sicilia.               |
| Sicilia              | Siracusa**            | Provincias de Sicilia.               |
| Sicilia              | Trapani**             | Provincias de Sicilia.               |
| Toscana              | Arezzo                | Provincias de la Toscana.            |
| Toscana              | Florencia*            | Provincias de la Toscana.            |
| Toscana              | Grosseto              | Provincias de la Toscana.            |
| Toscana              | Livorno               | Provincias de la Toscana.            |
| Toscana              | Lucca                 | Provincias de la Toscana.            |
| Toscana              | Massa y Carrara       | Provincias de la Toscana.            |
| Toscana              | Pisa                  | Provincias de la Toscana.            |
| Toscana              | Pistoya               | Provincias de la Toscana.            |
| Toscana              | Prato                 | Provincias de la Toscana.            |
| Toscana              | Siena                 | Provincias de la Toscana.            |
| Trentino-Alto Adigio | Bolzano***            | Provincias del Trentino-Alto Adigio. |
| Trentino-Alto Adigio | Trento***             | Provincias del Trentino-Alto Adigio. |
| Umbría               | Perugia               | Provincias de Umbría.                |
| Umbría               | Terni                 | Provincias de Umbría.                |
| Valle de Aosta       | No existe             | Provincias del Valle de Aosta.       |
| Véneto               | Belluno               | Provincias del Véneto.               |
| Véneto               | Padua                 | Provincias del Véneto.               |
| Véneto               | Rovigo                | Provincias del Véneto.               |
| Véneto               | Treviso               | Provincias del Véneto.               |
| Véneto               | Venecia*              | Provincias del Véneto.               |
| Véneto               | Verona                | Provincias del Véneto.               |
| Véneto               | Vicenza               | Provincias del Véneto.               |

- * Ciudad metropolitana
- ** Libre consorcio municipal
- *** Provincia autónoma

## Denominación de las provincias
La denominación de las provincias es, en la mayoría de los casos, la de su capital. 
- Tres provincias tienen doble denominación: Forlì-Cesena, Masa-Carrara, Pesaro-Urbino.
- Una provincia tiene triple denominación: Barletta-Andria-Trani.
- Tres provincias tienen una denominación (al menos parcialmente) geográfica: Cerdeña del Sur, Monza y Brianza, Verbano-Cusio-Ossola.
- Dos provincias son bilingües: Bolzano-Alto Adige/Bozen-Südtirol y Aosta/Aoste. Las provincias de Trieste, Gorizia y Udine no son del todo bilingües; sólo lo son algunos de sus municipios.
- Las seis provincias sicilianas que no son ciudades metropolitanas son llamadas Libres consorcios municipales (Liberi consorzi comunali) por ley regional. De hecho existen el Libre consorcio municipal de Agrigento (Libero consorzio comunale di Agrigento), el Libre consorcio municipal de Trapani (Libero consorzio comunale di Trapani) y así por el estilo.

## Las provincias en datos
A continuación se muestra una tabla con los datos de población, superficie y densidad demográfica, sigla, número de municipios, región y presidente de las provincias italianas (incluyendo el Valle de Aosta, las provincias autónomas de Trento y Bolzano y las ciudades metropolitanas).
| Provincia                                 | Sigla | Región               | Población (hab.) | Superficie (km²) | Densidad (habs./km²) | N.º de Municipios | Presidente                                  | Partido                        |
| ----------------------------------------- | ----- | -------------------- | ---------------- | ---------------- | -------------------- | ----------------- | ------------------------------------------- | ------------------------------ |
| Agrigento (Libre consorcio municipal)     | AG    | Sicilia              | 448 831          | 3042             | 148                  | 43                | Marcello Maisano                            | Comisario extraordinario       |
| Alessandria                               | AL    | Piamonte             | 433 996          | 3559             | 122                  | 190               | Maria Rita Rossa                            | PD                             |
| Ancona                                    | AN    | Marcas               | 479 275          | 1940             | 247                  | 47                | Liana Serrani                               | PD                             |
| No existe                                 | AO    | Valle de Aosta       | 128 591          | 3263             | 39                   | 74                | Augusto Rollandin (Presidente de la Región) | UV                             |
| Arezzo                                    | AR    | Toscana              | 346 661          | 3236             | 107                  | 37                | Roberto Vasai                               | PD                             |
| Ascoli Piceno                             | AP    | Marcas               | 211 756          | 1228             | 172                  | 33                | Paolo D'Erasmo                              | PD                             |
| Asti                                      | AT    | Piamonte             | 219 988          | 1515             | 145                  | 118               | Marco Gabusi                                | Independiente de Centroderecha |
| Avellino                                  | AV    | Campania             | 430 214          | 2792             | 154                  | 118               | Domenico Gambacorta                         | FI                             |
| Bari (Ciudad metropolitana)               | BA    | Apulia               | 1 261 964        | 3825             | 330                  | 41                | Antonio Decaro (Alcalde Metropolitano)      | PD                             |
| Barletta-Andria-Trani                     | BT    | Apulia               | 393 769          | 1538             | 256                  | 10                | Francesco Spina                             | SC                             |
| Belluno                                   | BL    | Véneto               | 209 430          | 3676             | 57                   | 67                | Daniela Larese Filon                        | PSI                            |
| Benevento                                 | BN    | Campania             | 283 763          | 2071             | 137                  | 78                | Claudio Ricci                               | PD                             |
| Bérgamo                                   | BG    | Lombardía            | 1 107 441        | 2723             | 407                  | 242               | Matteo Rossi                                | PD                             |
| Biella                                    | BI    | Piamonte             | 182 325          | 914              | 199                  | 82                | Emanuele Ramella Pralungo                   | PD                             |
| Bolonia (Ciudad metropolitana)            | BO    | Emilia-Romaña        | 1 001 170        | 3702             | 270                  | 56                | Virginio Merola (Alcalde metropolitano)     | PD                             |
| Bolzano (Provincia autónoma)              | BZ    | Trentino-Alto Adigio | 515 714          | 7400             | 70                   | 116               | Arno Kompatscher                            | SVP                            |
| Brescia                                   | BS    | Lombardía            | 1 262 295        | 4783             | 264                  | 206               | Pier Luigi Mottinelli                       | PD                             |
| Brindisi                                  | BR    | Apulia               | 401 652          | 1839             | 218                  | 20                | Maurizio Bruno                              | PD                             |
| Cagliari                                  | CA    | Cerdeña              | 431 302          | 1248             | 346                  | 17                | Massimo Zedda (Alcalde metropolitano)       | SEL                            |
| Caltanissetta (Libre consorcio municipal) | CL    | Sicilia              | 274 731          | 2124             | 129                  | 22                | Alessandra Di Liberto                       | Comisario extraordinario       |
| Campobasso                                | CB    | Molise               | 227 482          | 2910             | 78                   | 84                | Rosario De Matteis                          | PdL                            |
| Caserta                                   | CE    | Campania             | 923 113          | 2640             | 350                  | 104               | Angelo Di Costanzo                          | FI                             |
| Catania (Ciudad metropolitana)            | CT    | Sicilia              | 1 115 704        | 3553             | 314                  | 58                | Enzo Bianco (Alcalde metropolitano)         | PD                             |
| Catanzaro                                 | CZ    | Calabria             | 363 979          | 2392             | 152                  | 80                | Enzo Bruno                                  | PD                             |
| Cerdeña del Sur                           | -     | Cerdeña              | 35 829           | 6339             | 56                   | 107               | Giorgio Sanna                               | Administrador extraordinario   |
| Chieti                                    | CH    | Abruzos              | 393 734          | 2588             | 152                  | 104               | Mario Pupillo                               | PD                             |
| Como                                      | CO    | Lombardía            | 598 810          | 1288             | 465                  | 154               | Maria Rita Livio                            | PD                             |
| Cosenza                                   | CS    | Calabria             | 719 345          | 6650             | 106                  | 155               | Mario Occhiuto                              | FI                             |
| Cremona                                   | CR    | Lombardía            | 362 141          | 1771             | 204                  | 115               | Carlo Vezzini                               | PD                             |
| Crotona                                   | KR    | Calabria             | 174 068          | 1716             | 101                  | 27                | Peppino Vallone                             | PD                             |
| Cuneo                                     | CN    | Piamonte             | 592 365          | 6902             | 86                   | 250               | Federico Borgna                             | SC                             |
| Enna (Libre consorcio municipal)          | EN    | Sicilia              | 172 456          | 2561             | 67                   | 20                | Angela Scaduto                              | Comisario extraordinario       |
| Fermo                                     | FM    | Marcas               | 176 408          | 860              | 205                  | 40                | Aronne Perugini                             | PD                             |
| Ferrara                                   | FE    | Emilia-Romaña        | 355 101          | 2630             | 135                  | 24                | Tiziano Tagliani                            | PD                             |
| Florencia (Ciudad metropolitana)          | FI    | Toscana              | 1 007 252        | 3515             | 287                  | 42                | Dario Nardella (Alcalde metropolitano)      | PD                             |
| Foggia                                    | FG    | Apulia               | 635 344          | 6966             | 91                   | 61                | Francesco Miglio                            | PD                             |
| Forlì-Cesena                              | FC    | Emilia-Romaña        | 396 636          | 2376             | 167                  | 30                | Davide Drei                                 | PD                             |
| Frosinone                                 | FR    | Lacio                | 497 678          | 3243             | 153                  | 91                | Antonio Pompeo                              | PD                             |
| Génova (Ciudad metropolitana)             | GE    | Liguria              | 868 046          | 1839             | 472                  | 67                | Marco Doria (Alcalde metropolitano)         | Comisario extraordinario       |
| Gorizia                                   | GO    | Friul-Venecia Julia  | 141 076          | 466              | 303                  | 25                | Enrico Gherghetta                           | PD                             |
| Grosseto                                  | GR    | Toscana              | 225 098          | 4501             | 50                   | 28                | Emilio Bonifazi                             | PD                             |
| Imperia                                   | IM    | Liguria              | 217 703          | 1156             | 185                  | 67                | Fabio Natta                                 | PSI                            |
| Isernia                                   | IS    | Molise               | 87 243           | 1529             | 57                   | 52                | Luigi Brasiello                             | PD                             |
| La Spezia                                 | SP    | Liguria              | 222 377          | 881              | 252                  | 32                | Massimo Federici                            | PD                             |
| L'Aquila                                  | AQ    | Abruzos              | 306 701          | 5035             | 61                   | 108               | Antonio De Crescentiis                      | PD                             |
| Latina                                    | LT    | Lacio                | 569 664          | 2250             | 253                  | 33                | Eleonora Della Penna                        | PD                             |
| Lecce                                     | LE    | Apulia               | 807 256          | 2759             | 293                  | 97                | Antonio Maria Gabellone                     | FI                             |
| Lecco                                     | LC    | Lombardía            | 340 814          | 816              | 418                  | 88                | Flavio Polano                               | PD                             |
| Livorno                                   | LI    | Toscana              | 340 471          | 1211             | 281                  | 20                | Alessandro Franchi                          | PD                             |
| Lodi                                      | LO    | Lombardía            | 229 082          | 782              | 293                  | 61                | Mauro Soldati                               | PD                             |
| Lucca                                     | LU    | Toscana              | 394 600          | 1773             | 223                  | 34                | Luca Menesini                               | PD                             |
| Macerata                                  | MC    | Marcas               | 321 314          | 2774             | 116                  | 57                | Antonio Pettinari                           | UDC                            |
| Mantua                                    | MN    | Lombardía            | 415 147          | 2339             | 177                  | 69                | Alessandro Pastacci                         | PD                             |
| Massa y Carrara                           | MS    | Toscana              | 200 325          | 1157             | 173                  | 17                | Narciso Buffoni                             | PD                             |
| Matera                                    | MT    | Basilicata           | 201 133          | 3447             | 58                   | 31                | Francesco De Giacomo                        | PD                             |
| Mesina (Ciudad metropolitana)             | ME    | Sicilia              | 648 371          | 3247             | 200                  | 108               | Filippo Romano                              | Comisario extraordinario       |
| Milán (Ciudad metropolitana)              | MI    | Lombardía            | 3 176 180        | 1575             | 2017                 | 134               | Giuliano Pisapia (Alcalde metropolitano)    | SEL                            |
| Módena                                    | MO    | Emilia-Romaña        | 700 918          | 2689             | 261                  | 47                | Gian Carlo Muzzarelli                       | PD                             |
| Monza y Brianza                           | MB    | Lombardía            | 862 684          | 405              | 2130                 | 55                | Luca Santambrogio                           | Liga                           |
| Nápoles (Ciudad metropolitana)            | NA    | Campania             | 3 127 390        | 1171             | 2671                 | 92                | Luigi de Magistris (Alcalde metropolitano)  | MA                             |
| Novara                                    | NO    | Piamonte             | 371 686          | 1339             | 278                  | 88                | Matteo Besozzi                              | PD                             |
| Nuoro                                     | NU    | Cerdeña              | 213 206          | 5786             | 37                   | 75                | Alessandra Pistis                           | Comisario extraordinario       |
| Oristán                                   | OR    | Cerdeña              | 163 511          | 3040             | 54                   | 88                | Massimo Torrente                            | Comisario extraordinario       |
| Padua                                     | PD    | Véneto               | 936 233          | 2143             | 437                  | 104               | Enoch Soranzo                               | Liga                           |
| Palermo (Ciudad metropolitana)            | PA    | Sicilia              | 1 275 598        | 4992             | 256                  | 82                | Leoluca Orlando (Alcalde metropolitano)     | IdV                            |
| Parma                                     | PR    | Emilia-Romaña        | 443 176          | 3450             | 128                  | 47                | Filippo Fritelli                            | PD                             |
| Pavía                                     | PV    | Lombardía            | 548 326          | 2965             | 185                  | 190               | Daniele Bosone                              | PD                             |
| Perugia                                   | PG    | Umbría (Italia)      | 665 217          | 6332             | 105                  | 59                | Nando Mismetti                              | PD                             |
| Pesaro y Urbino                           | PU    | Marcas               | 364 385          | 2564             | 142                  | 59                | Daniele Tagliolini                          | PD                             |
| Pescara                                   | PE    | Abruzos              | 322 401          | 1225             | 263                  | 46                | Antonio Di Marco                            | PD                             |
| Plasencia                                 | PC    | Emilia-Romaña        | 288 483          | 2590             | 111                  | 48                | Francesco Rolleri                           | PD                             |
| Pisa                                      | PI    | Toscana              | 420 254          | 2445             | 172                  | 37                | Marco Filippeschi                           | PD                             |
| Pistoia                                   | PT    | Toscana              | 291 788          | 965              | 302                  | 22                | Rinaldo Vanni                               | PD                             |
| Pordenone                                 | PN    | Friul-Venecia Julia  | 314 644          | 2130             | 148                  | 51                | Claudio Pedrotti                            | PD                             |
| Potenza                                   | PZ    | Basilicata           | 377 258          | 6549             | 58                   | 100               | Nicola Valluzzi                             | PD                             |
| Prato                                     | PO    | Toscana              | 253 245          | 365              | 693                  | 7                 | Matteo Biffoni                              | PD                             |
| Ragusa (Libre consorcio municipal)        | RG    | Sicilia              | 318 249          | 1614             | 197                  | 12                | Dario Cartabellotta                         | Comisario extraordinario       |
| Rávena                                    | RA    | Emilia-Romaña        | 392 358          | 1858             | 211                  | 18                | Claudio Casadio                             | PD                             |
| Regio de Calabria (Ciudad metropolitana)  | RC    | Calabria             | 559 759          | 3184             | 176                  | 97                | Giuseppe Falcomatà (Alcalde metropolitano)  | PD                             |
| Reggio Emilia                             | RE    | Emilia-Romaña        | 534 258          | 2292             | 233                  | 45                | Giammaria Manghi                            | PD                             |
| Rieti                                     | RI    | Lacio                | 159 670          | 2750             | 58                   | 73                | Giuseppe Rinaldi                            | PD                             |
| Rímini                                    | RN    | Emilia-Romaña        | 334 254          | 863              | 387                  | 26                | Andrea Gnassi                               | PD                             |
| Roma (Ciudad metropolitana)               | RM    | Lacio                | 4 321 244        | 5352             | 807                  | 121               | Virginia Raggi (Alcaldesa metropolitana)    | M5S                            |
| Rovigo                                    | RO    | Véneto               | 244 062          | 1790             | 136                  | 50                | Marco Trombini                              | FI                             |
| Salerno                                   | SA    | Campania             | 1 105 485        | 4918             | 225                  | 158               | Giuseppe Canfora                            | PD                             |
| Sácer                                     | SS    | Cerdeña              | 494 388          | 7692             | 64                   | 92                | Guido Sechi                                 | Comisario extraordinario       |
| Savona                                    | SV    | Liguria              | 283 813          | 1545             | 184                  | 69                | Monica Giuliano                             | PD                             |
| Siena                                     | SI    | Toscana              | 270 817          | 3823             | 71                   | 36                | Fabrizio Nepi                               | PD                             |
| Siracusa (Libre consorcio municipal)      | SR    | Sicilia              | 404 847          | 2108             | 192                  | 21                | Antonino Lutri                              | Comisario extraordinario       |
| Sondrio                                   | SO    | Lombardía            | 182 480          | 3210             | 57                   | 78                | Luca Della Bitta                            | FI                             |
| Tarento                                   | TA    | Apulia               | 590 281          | 2436             | 242                  | 29                | Martino Tamburrano                          | FI                             |
| Teramo                                    | TE    | Abruzos              | 311 103          | 1948             | 160                  | 47                | Renzo Di Sabatino                           | PD                             |
| Terni                                     | TR    | Umbría (Italia)      | 231 525          | 2122             | 109                  | 33                | Leopoldo Di Girolamo                        | PD                             |
| Turín (Ciudad metropolitana)              | TO    | Piamonte             | 2 297 917        | 6829             | 336                  | 316               | Chiara Appendino (Alcaldesa metropolitana)  | M5S                            |
| Trapani (Libre consorcio municipal)       | TP    | Sicilia              | 436 150          | 2460             | 177                  | 24                | Giuseppe Amato                              | Comisario extraordinario       |
| Trento (Provincia autónoma)               | TN    | Trentino-Alto Adigio | 536 237          | 6203             | 86                   | 217               | Ugo Rossi                                   | PATT                           |
| Treviso                                   | TV    | Véneto               | 887 722          | 2477             | 358                  | 95                | Leonardo Muraro                             | Liga                           |
| Trieste                                   | TS    | Friul-Venecia Julia  | 235 700          | 212              | 1112                 | 6                 | Maria Teresa Bassa Poropat                  | PD                             |
| Údine                                     | UD    | Friul-Venecia Julia  | 537 943          | 4904             | 110                  | 135               | Pietro Fontanini                            | Liga                           |
| Varese                                    | VA    | Lombardía            | 889 639          | 1198             | 743                  | 139               | Nicola Gunnar Vincenzi                      | PD                             |
| Venecia (Ciudad metropolitana)            | VE    | Véneto               | 857 841          | 2461             | 349                  | 44                | Luigi Brugnaro (Alcalde metropolitano)      | FI                             |
| Verbano-Cusio-Ossola                      | VB    | Piamonte             | 161 412          | 2256             | 72                   | 77                | Stefano Costa                               | PD                             |
| Vercelli                                  | VC    | Piamonte             | 177 109          | 2088             | 84                   | 86                | Carlo Riva Vercellotti                      | PdL                            |
| Verona                                    | VR    | Véneto               | 921 717          | 3120             | 295                  | 98                | Antonio Pastorello                          | FI                             |
| Vibo Valentia                             | VV    | Calabria             | 163 382          | 1139             | 143                  | 50                | Andrea Niglia                               | NCD                            |
| Vicenza                                   | VI    | Véneto               | 869 813          | 2723             | 319                  | 121               | Achille Variati                             | PD                             |
| Viterbo                                   | VT    | Lacio                | 322 195          | 3614             | 89                   | 60                | Mauro Mazzola                               | PD                             |
| Total Italia                              | -     | -                    | 60 782 668       | 301 338          | 202                  | 8000              | -                                           | -                              |